# Delias isocharis
Delias isocharis é uma borboleta da família Pieridae. Foi descrita por Walter Rothschild e Karl Jordan em 1907. É endémica da Nova Guiné.
A envergadura é de cerca de 40-43 milímetros. Os adultos são semelhantes a Delias ligata, mas podem ser distinguidos por terem, no lado de baixo das asas posteriores, a área branca estendida da margem ao longo da borda externa.

## Subespécies

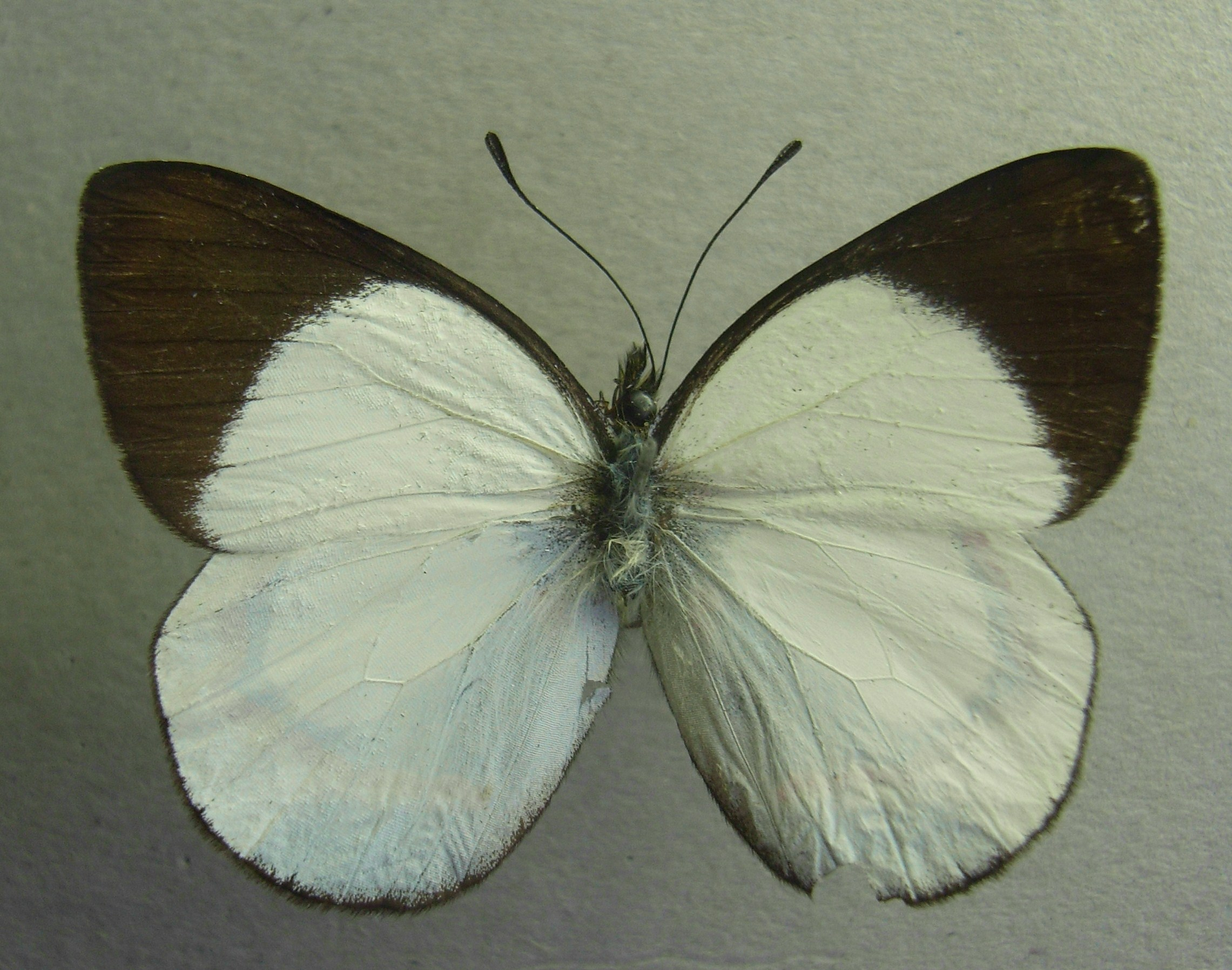
Delias isocharis Rothschild Jordan,1907

- D. i. isocharis (Planalto Central, Papua Nova Guiné)
- D. i. latiapicalis Joicey & Talbot, 1922 (montanhas de Weyland, Irian Jaya)